# Моспино
Моспино (укр. Моспине рус. Моспино) град је у Украјини у Доњецкој области. Према процени из 2021. у граду је живело 10.493 становника.

## Историја
Место се први пут помиње 1800. године као Махоровка, статус насеља урбаног типа добија 1938. године и преименовано је у Моспино (по оближњој железничкој станици). Совјетске власти и трупе су 24. октобра 1941. напустиле град који су заузеле немачке трупе Трећег рајха. Дана 6. септембра 1943. године, Совјети су га ослободили од немачких трупа током операције Донбас. Године 1958. место добија статус града. У месту се налази Црква Светих Петра и Павла.
У лето 2014. у граду су се водиле борбе током рата у Украјини између владиних и проруских снага. Од тада је под контролом самопроглашене Доњецке Народне Републике.

## Становништво
Према процени, у граду је 2021. живело 10.493 становника.
| 1970.  | 1979.  | 1989.  | 2001.  | 2014.  |
| ------ | ------ | ------ | ------ | ------ |
| 16.955 | 14.638 | 13.494 | 11.736 | 10.745 |